# Alala (Mitologia)
Alala (em grego Ἀλαλά) era uma Daemon que personificava o grito de guerra. Fazia parte do séquito de Ares, o deus olímpico da guerra, cujo grito de guerra era seu nome. Segundo Píndaro, era filha de Polemos, uma deusa menor da guerra, às vezes usado como epíteto de Ares, ou da união de Ares com Éris, ou ainda, filha de Éris por si mesma.